# Bingxin

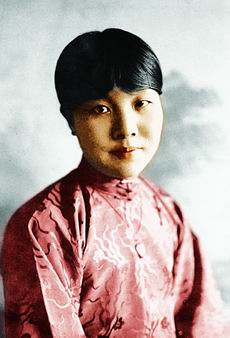
Xie Wanying in den 1920er Jahren

Xie Wanying (chinesisch 謝婉瑩, Pinyin Xiè Wǎnyíng; * 5. Oktober 1900 in Fuzhou, Chinesisches Kaiserreich; † 28. Februar 1999 in Peking, Volksrepublik China), besser bekannt unter ihrem Künstlernamen Bingxin (冰心,  Bīngxīn – „Eisherz“) oder Xie Bingxin, war eine der produktivsten chinesischen Schriftstellerinnen des 20. Jahrhunderts. Viele ihrer Werke richteten sich an junge Leser. Sie war Vorsitzende der China Federation of Literary and Art Circles. Ihr Künstlername (wörtlich „Eisherz“) bedeutet so viel wie „moralisch reines Herz“ und stammt aus einem Gedicht von Wang Changling aus der Tang-Dynastie.

## Leben und literarische Karriere
Bingxin wurde in Gulou, einem Stadtbezirk von Fuzhou, Fujian geboren, zog aber mit ihrer Familie nach Shanghai, als sie sieben Monate alt war. Sie zog hernach im Alter von vier Jahren in die Hafenstadt Yantai, Shandong. Dieser Umzug hatte eine große Wirkung auf sie, da die junge Frau von der Weite und Schönheit der See beeindruckt wurde. In Yantai begann sie Klassiker der chinesischen Literatur zu lesen, wie Die Geschichte der drei Reiche und Die Räuber vom Liang-Schan-Moor, als sie gerade erst sieben Jahre alt war. 1913 zog Bingxin nach Peking. Die Bewegung des vierten Mai von 1919 inspirierten und förderten Bingxins Patriotismus. Sie begann ihre Schriftstellerkarriere, als sie für eine Schulzeitung an der Yanjing-Universität zu schreiben begann, wo sie als Student eingeschrieben war. Hier gab sie auch ihren ersten Roman heraus. Bingxin schloss die Yanjing-Universität 1923 mit einem Bachelor ab und zog in die Vereinigten Staaten, um am Wellesley College zu studieren, das sie 1926 mit einem Master in Literatur abschloss. Sie kehrte dann an die Yanjing-Universität zurück, wo sie bis 1936 unterrichtete. 1929 heiratete sie Wu Wenzao, einen Anthropologen und guten Freund aus der Studienzeit in den USA. Bingxin und ihr Ehemann besuchten verschiedene intellektuelle Kreise in der ganzen Welt und korrespondierten mit anderen Intellektuellen wie Virginia Woolf. Später unterrichtete Bingxin für kurze Zeit in Japan und regte als reisende chinesische Schriftstellerin mehr kulturellen Austausch zwischen China und anderen Teilen der Welt an. In der Literatur begründete Bingxin den „Bingxin-Stil“ als einen neuen literarischen Stil. Sie trug viel zur Kinderliteratur in China bei (ihre Schriften wurden sogar in Schulbüchern verwendet) und übernahm zudem verschiedene Übersetzungsaufgaben, einschließlich der Übersetzung der Arbeiten des indischen Literaten Rabindranath Thakur. Bingxins literarische Karriere war sehr fruchtbar und produktiv. Sie schrieb eine große Bandbreite von Werken – Prosa, Poesie, Romane, Reflexionen usw. Ihre Karriere umspannt mehr als sieben Dekaden, von 1919 bis in die 1990er.

## Ehrungen
Es gibt ein Bing Xin-Literatur-Museum in Changle in der Provinz Fujian.

## Werke (Auswahl)
- Jimo (寂寞, Einsamkeit) 1922
- Chaoren (超人, Superman) 1923
- Fanxing (繁星, Eine Myriade von Sternen) 1923
- Chunshui (春水, Quellwasser) 1923
- Liu yi jie (六一姐, Einundsechzig Schwestern) 1924
- Ji xiao duzhe (寄小读者, An junge Leser) 1926
- Nangui (南归, Rückkehr in den Süden) 1931
- Bingxin Quanji (冰心全集, Bingxins gesammelte Werke) 1932–1933
- Yinghua zan (樱花赞, Lobpreisung der Kirschblüte)
- Wo men zheli meiyou dongtian (我们这里没有冬天, Hier gibt es keinen Winter) 1974
- Wo de guxiang (我的故乡, Meine Heimatstadt) 1983
- Guanyu nuren (关于女人, Über Frauen) 1999